# Coryneliopsis cupulifera
Coryneliopsis cupulifera är en svampart som beskrevs av Butin 1972. Coryneliopsis cupulifera ingår i släktet Coryneliopsis och familjen Coryneliaceae.   Inga underarter finns listade i Catalogue of Life.